# 야기역
야기역(일본어: 八木駅, やぎえき 야기에키[*])은 일본 교토부 난탄시에 위치한 서일본 여객철도의 역이다.

## 역 구조
상대식 승강장으로 2면 2선 및 그 사이에 승강장이 없는 중선 1개가 낀 지상역이다. 역사는 1번 승강장 쪽에 있으며 3번 승강장과는 과선교로 연결되어 있다. 역 업무는 서일본 여객철도 교통 서비스에 위탁되어 있다.
이코카 및 제휴 교통카드의 사용이 가능하다.

### 승강장
| 1 | ■ 사가노 선 | 가메오카 · 교토 방면     |
| 2 | ■ 사가노 선 | 소노베 · 후쿠치야마 방면 |

## 역사
- 1899년 8월 15일: 교토 철도 사가 역 ~ 소노베역 간의 연장에 따라 신설개업하였다.
- 1907년 8월 1일: 국유화에 따라 일본국유철도 소속이 되었다.
- 1909년 10월 12일: 노선 명칭 제정에 따라 교토 선의 일부가 되었다.
- 1912년 3월 1일: 노선 명칭 개정에 따라 산인 본선의 일부가 되었다.
- 1987년 4월 1일: 민영화에 따라 서일본 여객철도의 소속이 되었다.
- 2003년 11월 1일: 이코카의 사용이 가능해졌다.

## 인접정차역
| 서일본 여객철도 산인 본선 | 서일본 여객철도 산인 본선 | 서일본 여객철도 산인 본선 |
| ------------------------- | ------------------------- | ------------------------- |
| 지요카와 교토 방면        | ■ 사가노 선               | 요시토미 소노베 방면      |